# Kladeos (Mythologie)

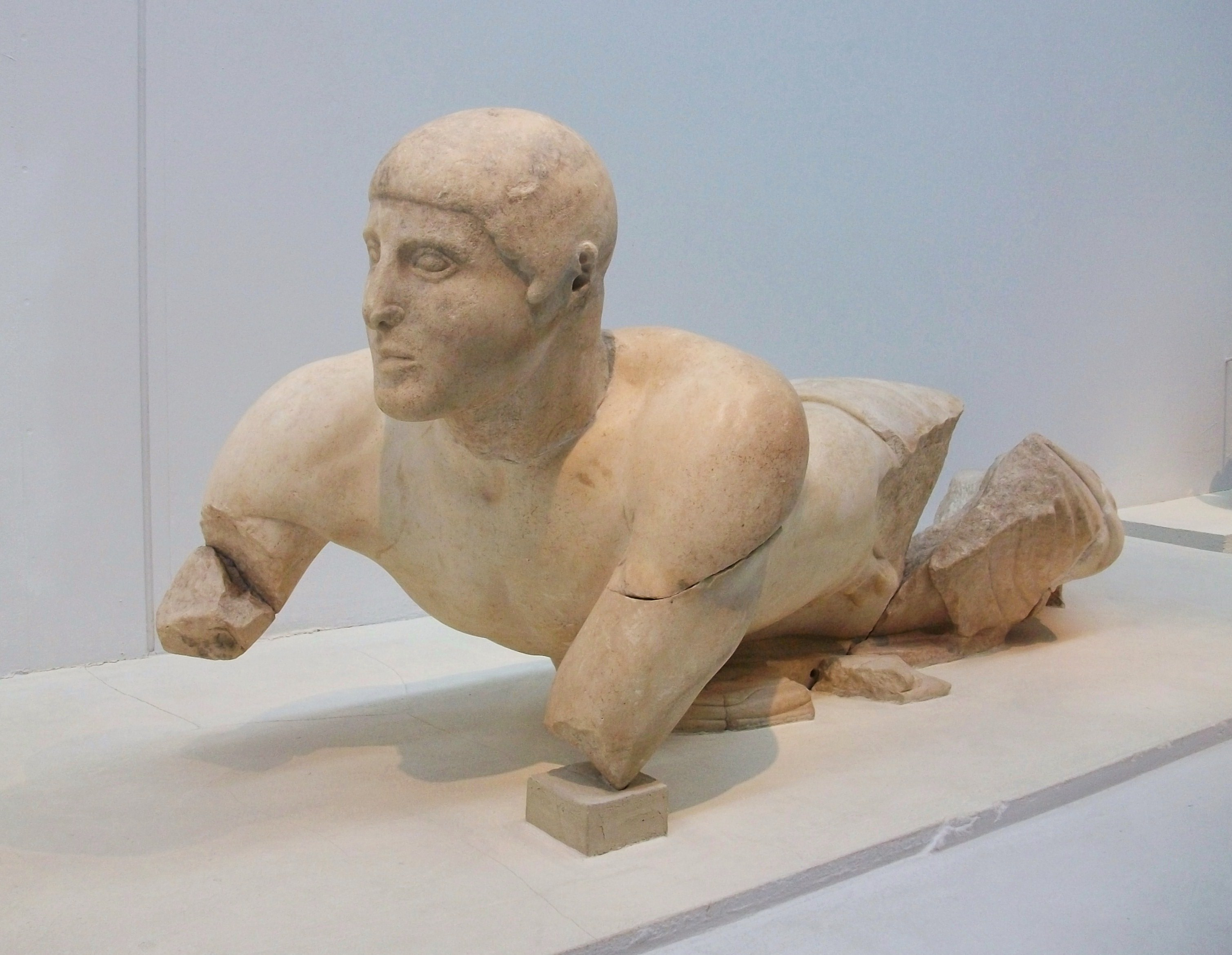
Kladeos am Ostgiebel des Zeustempels in Olympia

Kladeos (altgriechisch Κλάδεος Kládeos) ist in der griechischen Mythologie der Flussgott des gleichnamigen, bei Olympia in den Alpheios mündenden Flusses.
Pausanias berichtet, Kladeos sei der gleich nach Alpheios am zweitmeisten verehrte Flussgott von Elis gewesen. Im Zeusheiligtum hinter dem Heraion befand sich neben dem Altar der Artemis auch ein Altar des Kladeos, eine Statue von ihm befand sich zudem in der äußersten Ecke des Pediments im Ostgiebel des Zeustempels.